# Pilli

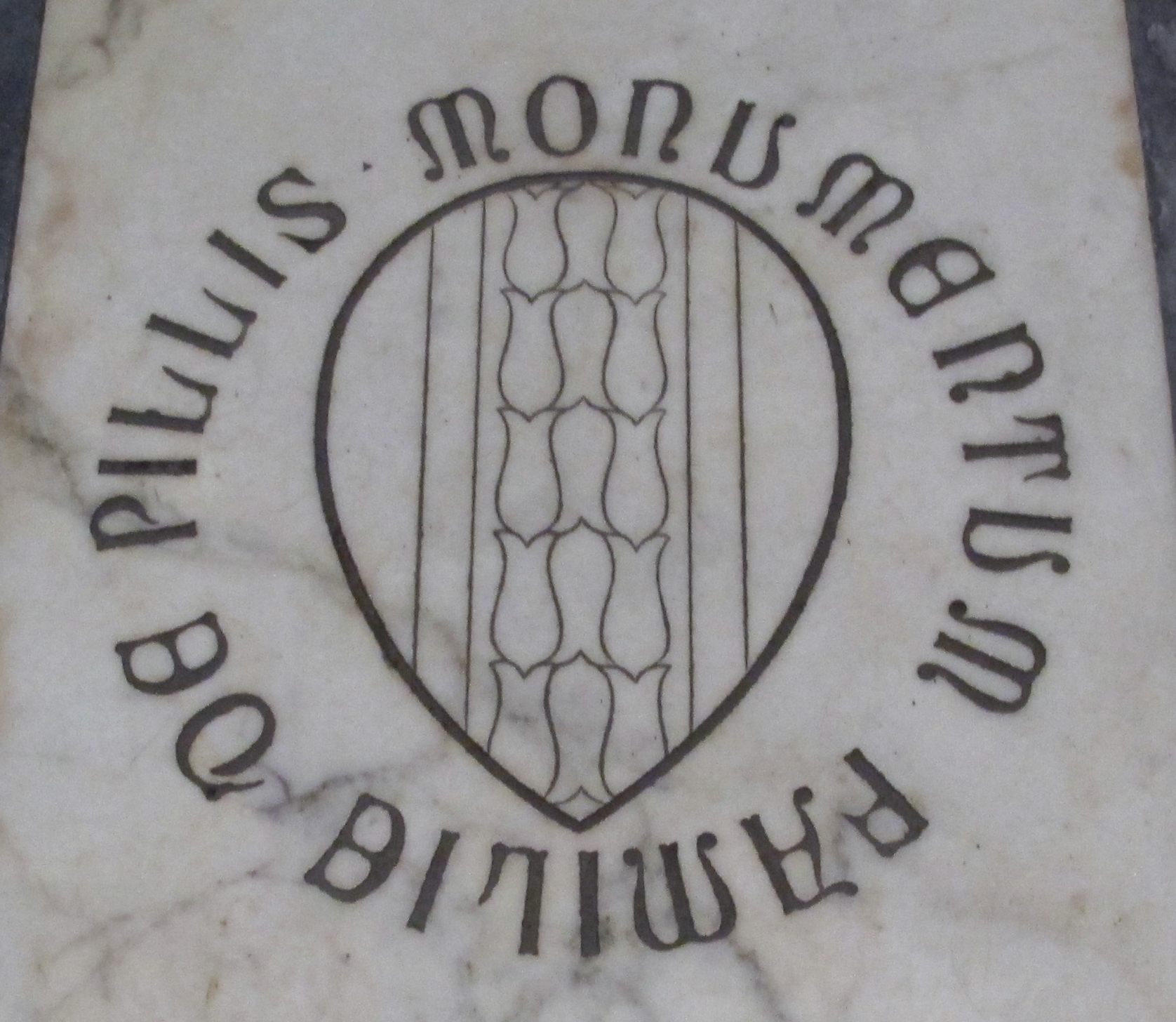

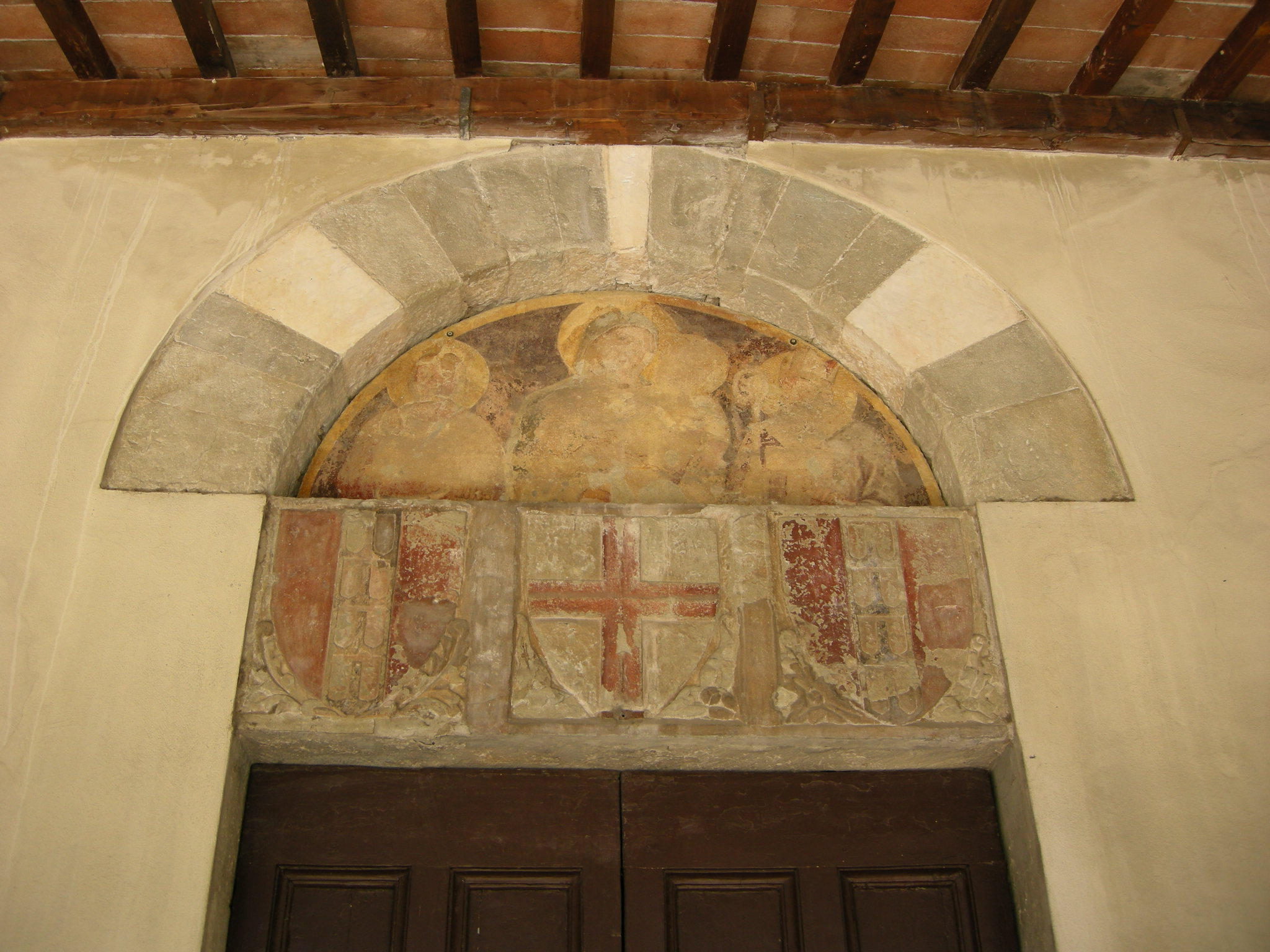
stemmi dei Pilli nella chiesa di San Biagio a Petriolo

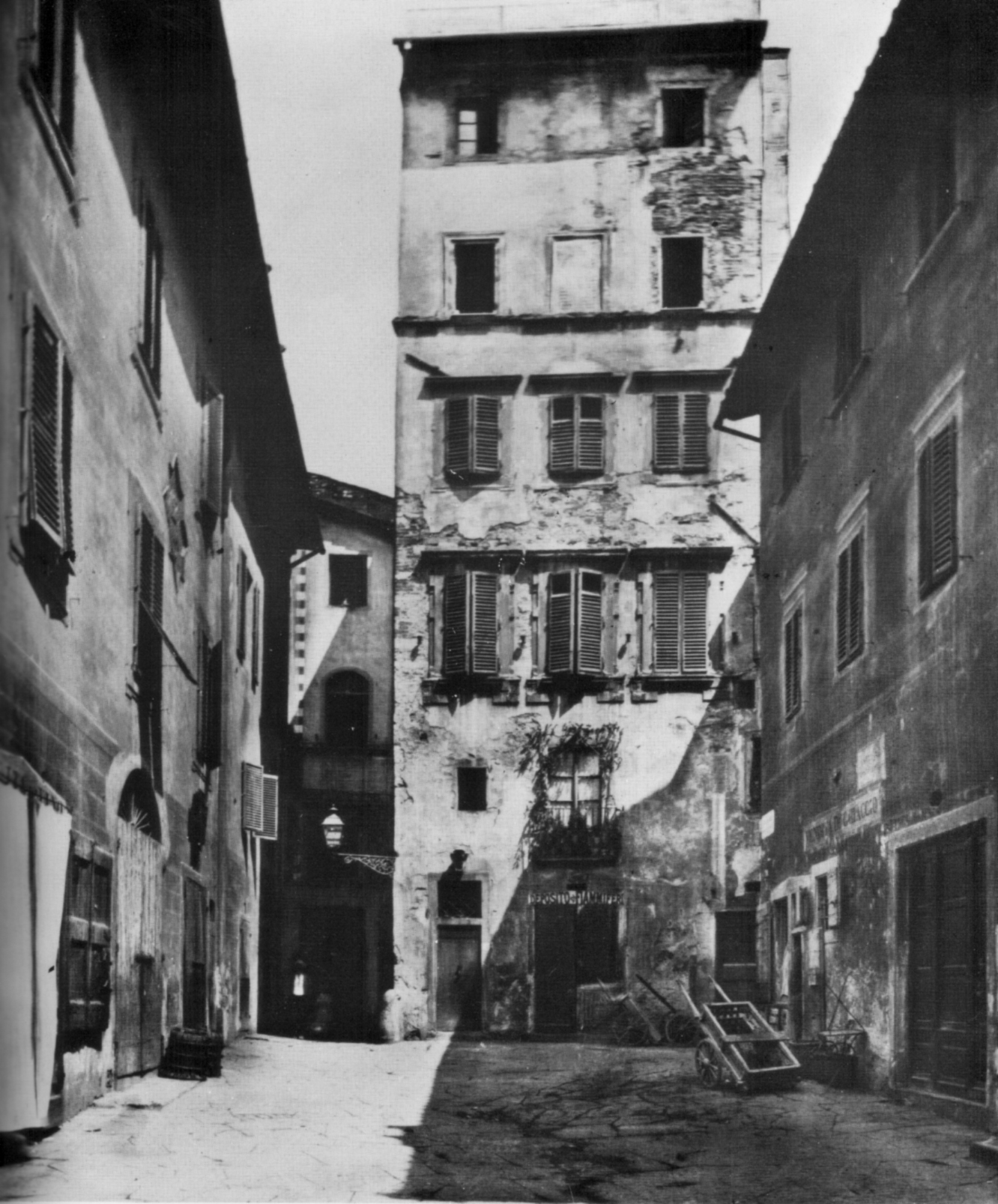
Monte di pietà dei Pilli, una delle proprietà nell'antica zona dei Pilli, distrutta con i lavori del Risanamento di Firenze

I Pilli, o Pigli, sono una famiglia storica di Firenze. 

## Storia familiare
Ghino Pilli fu creato cavaliere da Carlo Magno come ci ricorda il testo Marietta de' Ricci, ovvero Firenze al tiempo dell'assedio: racconto storico. Vi si evince che i Pilli furono signori nel contado fiorentino, possedendo il cassero di Rossignano a Monte Morello, e si ascrissero fin dal principio nel numero dei cittadini e così goderono degli uffici della Repubblica. 
Gaetano Salvemini cita questa famiglia con i conti Guidi, i Lamberti e i conti di Gangalandi come esemplari autentici del puro sangue feudale. La famiglia Pilli figura nelle liste dei Magnati.
Furono consorti degli Erri, ebbero torre e fortificati casamenti in via Porta Rossa vicino a San Miniato tra le torri, dove esisteva sia un chiasso dei Pilli, che due piazzette: una sul lato est di via Pellicceria, detta anche del Monte di Pietà dei Pilli per l'istituzione che lì aveva sede, e un'altra a ovest, detta anche della Loggia dei Pilli, perché lì essi ebbero la torre e una loggetta. Tutti queste strade ed edifici vennero distrutti al tempo del Risanamento di Firenze, ma alcuni frammenti ne vennero conservati nel Museo di San Marco, come il pilastrino con lo stemma di vaio nel capitello (dalla loggia), a cui sembra riferirsi Dante nel sedicesimo Canto del Paradiso, v. 103 («Grand'era già la colonna del vaio»).
Chiarito Pilli fu console di Firenze e fu il condottiero che guidò Firenze alla conquista di Semifonte.
Al tempo delle lotte tra guelfi e ghibellini, messer Guatano di Salvi (podestà di Orvieto nel 1229) combatté nella battaglia di Montaperti con i figli Oderigo e Gino, e con Tano figlio di Ruggerino suo fratello. Ruggerino fu capitano di parte guelfa.I Pilli hanno avuto due gonfalonieri nel 1363 e nel 1365 e sette priori nel 1288, 1358, 1459, 1467, 1490, 1496, 1524.
Nelle Istorie fiorentine di Scipione Ammirato si evince che Maffio di Cante fu Gonfaloniere di Giustizia nel 1363 e nel 1369, nel 1362 fu mandato ambasciatore alle nozze del marchese Niccolò d'Este, che di sua mano lo armò cavaliere. Nel 1367 incontrò il pontefice come ambasciatore, per congratularsi per aver riportato la sede in Italia e per offrirgli le forze della Repubblica.
Giovanni di Jacopo di Latino de Pilli ospitò Giovanni VIII Paleologo imperatore bizantino il 27 luglio del 1439 nel suo palazzo di Peretola: l'imperatore si trovava infatti in Italia per presenziare al Concilio di Firenze.
L'ultimo Pilli discendente del ramo guelfo fu Giulio di Alfonso che perì nel 1709.